# Jalakandapuram
Jalakandapuram é uma panchayat (vila) no distrito de Salem, no estado indiano de Tamil Nadu.

## Geografia
Jalakandapuram está localizada a 11° 42′ N, 77° 53′ L. Tem uma altitude média de 269 metros (882 pés).

## Demografia
Segundo o censo de 2001,  Jalakandapuram  tinha uma população de 14,116 habitantes. Os indivíduos do sexo masculino constituem 51% da população e os do sexo feminino 49%. Jalakandapuram tem uma taxa de literacia de 70%, superior à média nacional de 59.5%: a literacia no sexo masculino é de 78% e no sexo feminino é de 63%. Em Jalakandapuram, 11% da população está abaixo dos 6 anos de idade.